# Katherine Copeland
Katherine Sarah Copeland (1 de diciembre de 1990) es una remera inglesa. En 2012 fue seleccionada para representar a Gran Bretaña en los Juegos Olímpicos de Londres en la especialidad de doble scull ligero junto a su compañera Sophie Hosking. Ambas obtuvieron la medalla de oro.

## Vida personal
Nació en Ashington, y cuando tenía 14 años aprendió a remar en la Escuela Yarm. Es miembro del Tees Rowing Club, en Stockton-on-Tees.
Como profesora trabaja en un centro para niños austistas en Three Wings Trust.
Recibió la Orden del Imperio Británico (MBE) en 2013 por sus servicios al remo.